# Цветан Николов (писател)
Вижте пояснителната страница за други личности с името Цветан Николов.
Цветан Николов е псевдонимът на българския писател, журналист и редактор Цвятко Николов Митов.

## Биография
Роден в село Баница, Врачанска околия на 6 февруари 1925 г.
Учи във врачанската мъжка гимназия „Христо Ботев“. По-късно е приет да учи режисура в института „Максим Горки“ при Захава, но поради заболяване от туберкулоза не заминава за Русия. Завършва ДУ „Климент Охридски“, специалност български език и литература.
Като студент започва работа в отдел „Култура“ на столична община. По-късно и в ГЩ на Народната отбрана, учител по политическа просвета. През 1949 г. започва работа във в. „Работническо дело“. После работи като редактор във в. „Стършел“ - острите му фейлетони сменят не един и двама директори и корумпирани чиновници. Работил е и към Киностудия Бояна и издателство Профиздат. През театралния сезон 1987/88, един от най-нашумелите романи на писателя Цветан Николов „Последният ординарец“, е повод и основа за едноименната, култова постановка на Юлия Огнянова (драматизация и режисура) в Родопския Драматичен театър Смолян.